# Prix littéraires 2015
Liste des prix littéraires décernés au cours de l'année 2015 :

## Prix internationaux
- Prix Nobel de littérature : Svetlana Aleksievitch (Belarus)[1]
- Prix européen de littérature : non décerné
- Prix Cervantes : Fernando del Paso (Mexique)[2]
- Prix Princesse des Asturies de littérature : Leonardo Padura (Cuba)[3]
- Prix de littérature francophone Jean Arp : Jacques Abeille[4]
- Prix des cinq continents de la francophonie : In Koli Jean Bofane (République démocratique du Congo) pour Congo Inc. le testament de Bismarck[5]
- Prix SACD de la dramaturgie francophone : Jonathan Bernier (écrivain) (d)  (Canada) pour Danserault
- Grand prix de littérature du Conseil nordique : Jon Fosse (Norvège) pour Andvake, Olavs draumar, Kveldsvævd
- Grand prix littéraire d'Afrique noire : Hemley Boum (Cameroun) pour Les Maquisards[6]
- Prix international Man-Booker : László Krasznahorkai (Hongrie)[7]
- Prix littéraire international de Dublin : Jim Crace (Royaume-Uni) pour Harvest (Moisson)[8]
- Prix Senghor du premier roman francophone et francophile: Parisa Reza pour Les jardins de consolation[9]
- Prix littéraire des Caraïbes : Makenzy Orcel (Haïti) pour Ombre animale[10]
- Prix Carbet de la Caraïbe et du Tout-Monde :  Gerty Dambury (France) pour Le rêve de William Alexander Brown[11]

## Allemagne
- prix Heinrich-Böll : Herta Müller
- Prix Georg-Büchner : Rainald Goetz[12]
- Prix Friedrich Hölderlin (Bad Homburg) : Michael Kleeberg (de)[13]

## Arménie
- Prix Grégoire de Narek : Serge Venturini

## Belgique
- Prix Victor-Rossel : Fraudeur d'Eugène Savitzkaya[14]

## Canada
- Grand prix du livre de Montréal: Dominique Robert pour La Cérémonie du maître
- Prix Athanase-David : Pierre Ouellet
- Prix littéraires du Gouverneur général 2015 :
  - Catégorie « Romans et nouvelles de langue anglaise » : Guy Vanderhaeghe pour Daddy Lenin and Other Stories
  - Catégorie « Romans et nouvelles de langue française » : Nicolas Dickner pour Six degrés de liberté
  - Catégorie « Poésie de langue anglaise » : Robyn Sarah pour My Shoes Are Killing Me
  - Catégorie « Poésie de langue française » : Joël Pourbaix pour Le mal du pays est un art oublié
  - Catégorie « Théâtre de langue anglaise » : David Yee pour carried away on the crest of a wave
  - Catégorie « Théâtre de langue française » : Fabien Cloutier pour Pour réussir un poulet
  - Catégorie « Études et essais de langue anglaise » : Mark L. Winston pour Bee Time: Lessons from the Hive
  - Catégorie « Études et essais de langue française » : Jean-Philippe Warren pour Honoré Beaugrand : La plume et l'épée (1848-1906)
- Prix Giller : André Alexis pour Fifteen Dogs (Le langage de la meute)
- Prix littéraire France-Québec : Biz pour Mort-terrain
- Prix littéraire Québec-France Marie-Claire-Blais : Un homme effacé de Alexandre Postel
- Prix Robert-Cliche : non attribué

## Chili
- Prix national de Littérature : non décerné

## Corée du Sud
- Prix Gongcho : Kim Yun-hee
- Prix Jeong Ji-yong : Lee Geun-bae
- Prix de littérature contemporaine (Hyundae Munhak) :
  - Catégorie « Poésie » : Lee Gi-seong
  - Catégorie « Roman » : Pyun Hye-young
  - Catégorie « Critique » :
- Prix Manhae :
- Prix Park Kyung-ni : Amos Oz[15]
- Prix Yi Sang : Kim Soom

## Danemark
- Grand prix de littérature du Conseil nordique : Jon Fosse pour Andvake, Olavs draumar, Kveldsvævd[16]
- Prix Palle-Rosenkrantz : Håkan Nesser pour Levende og døde i Winsford
- Prix Harald-Mogensen : Thomas Rydahl pour Eremitten

## Espagne
- Prix Nadal :
- Prix Planeta :
- Prix national des lettres espagnoles :
- Prix national de littérature narrative :
- Prix national de poésie :
- Prix national de la jeune poésie :
- Prix national de l'essai :
- Prix national de littérature dramatique :
- Prix national de littérature d'enfance et de jeunesse :
- Prix Adonáis de poésie :
- Prix Anagrama :
- Prix Loewe :
- Prix de la nouvelle courte Casino Mieres :
- Prix d'honneur des lettres catalanes :
- Prix national de littérature de la Generalitat de Catalogne :
- Journée des lettres galiciennes :
- Prix de la critique Serra d'Or :

## États-Unis
- National Book Award :
  - Catégorie « Fiction » Adam Johnson pour Fortune Smiles
  - Catégorie « Essai » : Ta-Nehisi Coates pour Between the World and Me
  - Catégorie « Poésie » : Robin Coste Lewis pour Voyage of the Sable Venus
- Prix Hugo :
  - Prix Hugo du meilleur roman : Le Problème à trois corps (The Three-Body Problem) par Liu Cixin
  - Prix Hugo du meilleur roman court : prix non décerné
  - Prix Hugo de la meilleure nouvelle longue : The Day The World Turned Upside Down par Thomas Olde Heuvelt
  - Prix Hugo de la meilleure nouvelle courte : prix non décerné
- Prix Locus :
  - Prix Locus du meilleur roman de science-fiction : L'Épée de l'ancillaire (Ancillary Sword) par Ann Leckie
  - Prix Locus du meilleur roman de fantasy : The Goblin Emperor par Katherine Addison
  - Prix Locus du meilleur roman pour jeunes adultes : La Moitié d'un roi (Half a King) par Joe Abercrombie
  - Prix Locus du meilleur premier roman : The Memory Garden par Mary Rickert
  - Prix Locus du meilleur roman court : Yesterday’s Kin par Nancy Kress
  - Prix Locus de la meilleure nouvelle longue : Les temps sont durs pour tout le monde (Tough Times All Over) par Joe Abercrombie
  - Prix Locus de la meilleure nouvelle courte : The Truth About Owls par Amal El-Mohtar
  - Prix Locus du meilleur recueil de nouvelles : Last Plane to Heaven par Jay Lake
- Prix Nebula :
  - Prix Nebula du meilleur roman : Déracinée (Uprooted) par Naomi Novik
  - Prix Nebula du meilleur roman court : Binti (Binti) par Nnedi Okorafor
  - Prix Nebula de la meilleure nouvelle longue : Our Lady of the Open Road par Sarah Pinsker
  - Prix Nebula de la meilleure nouvelle courte : Hungry Daughters of Starving Mothers par Alyssa Wong (en)
- Prix Pulitzer :
  - Catégorie « Fiction » : Anthony Doerr pour All the Light We Cannot See (Toute la lumière que nous ne pouvons voir)
  - Catégorie « Biographie et Autobiographie » : David Kertzer pour The Pope and Mussolini: The Secret History of Pius XI and the Rise of Fascism in Europe (Le Pape et Mussolini)
  - Catégorie « Essai » : Elizabeth Kolbert pour The Sixth Extinction: An Unnatural History (La 6e Extinction. Comment l'homme détruit la vie)
  - Catégorie « Histoire » : Elizabeth A. Fenn pour Encounters at the Heart of the World: A History of the Mandan People
  - Catégorie « Poésie » : Gregory Pardlo pour Digest
  - Catégorie « Théâtre » : Stephen Adly Guirgis pour Between Riverside and Crazy

## Finlande
- Prix Jarl-Hellemann :  Riina Vuokko, trad. de Pays de l'alcool de Mo Yan

## France
- Prix Femina : La Cache de Christophe Boltanski
  - Prix Femina étranger : La Couleur de l'eau de Kerry Hudson
  - Prix Femina essai : Claude Lévi-Strauss d’Emmanuelle Loyer
- Prix Goncourt : Boussole de Mathias Enard
  - Prix Goncourt du premier roman : Meursault, contre-enquête de Kamel Daoud
  - Prix Goncourt des lycéens : D'après une histoire vraie de Delphine de Vigan
  - Prix Goncourt de la nouvelle : Première Personne du singulier de Patrice Franceschi
  - Prix Goncourt de la poésie : William Cliff pour l'ensemble de son œuvre
  - Prix Goncourt de la biographie : Moïse fragile de Jean-Christophe Attias
  - Liste Goncourt : le choix polonais : Petit Piment d’Alain Mabanckou
  - Liste Goncourt : le choix de l'Orient : Titus n'aimait pas Bérénice de Nathalie Azoulai
- Prix Interallié : La Septième Fonction du langage de Laurent Binet
- Prix Jean-Freustié : Les Prépondérants d'Hédi Kaddour
- Prix du Livre Inter : Jacob, Jacob de Valérie Zenatti
- Prix Médicis : Titus n'aimait pas Bérénice de Nathalie Azoulai
  - Prix Médicis étranger : Encore de Hakan Günday
  - Prix Médicis essai : Sauve qui peut la vie de Nicole Lapierre
- Prix Renaudot : D'après une histoire vraie de Delphine de Vigan
  - Prix Renaudot essai : Leïlah Mahi 1932 de Didier Blonde
  - Prix Renaudot poche : La fiancée était à dos d’âne de Vénus Khoury-Ghata
- Grand prix du roman de l'Académie française : Les Prépondérants d’Hédi Kaddour et 2084 : La Fin du monde de Boualem Sansal
- Prix Alexandre-Vialatte : Brève Histoire des choses de Jacques A. Bertrand
- Prix de la BnF : Michel Houellebecq pour l'ensemble de son œuvre
- Grand prix de la francophonie : Aminata Sow Fall
- Prix Décembre : Un amour impossible de Christine Angot
- Prix des Deux Magots : L'Écrivain national de Serge Joncour
- Prix de Flore : La Fleur du Capital de Jean-Noël Orengo
- Prix France Culture-Télérama (Prix du roman des étudiants France Culture-Télérama) : L'Amour et les Forêts d'Éric Reinhardt
- Prix des libraires : Amours de Léonor de Récondo
- Grand prix Palatine du roman historique :
- Prix Anaïs-Nin (créé cette année 2015) : Vernon Subutex, 1 de Virginie Despentes
- Prix Boccace : Une autre vie parfaite de Julien Bouissoux
- Prix Fénéon : Le Voyage d'Octavio de Miguel Bonnefoy
- Prix François-Mauriac de l'Académie française : Villes chinoises de Virginie Bouyx
- Prix François-Mauriac de la région Aquitaine : De quel amour blessée d’Alain Borer
- Prix Jean-Monnet de littérature européenne du département de la Charente : Atlas d'un homme inquiet de Christoph Ransmayr (Autriche) – traduit de l'allemand par Bernard Kreiss (Albin Michel)
- Grand prix Jean-Giono : Villa des femmes de Charif Majdalani
- Prix du Quai des Orfèvres : Tromper la mort de Maryse Rivière
- Prix du roman Fnac : La Septième Fonction du langage de Laurent Binet
- Prix Hugues-Capet :
- Prix du roman populiste : Après le silence de Didier Castino
- Grand prix RTL-Lire : Amours de Léonor de Récondo
- Prix littéraire du Monde : Ce cœur changeant d'Agnès Desarthe
- Grand prix des lectrices de Elle :
  - Grand Prix du roman : Une constellation de phénomènes vitaux d'Anthony Marra
  - Grand Prix du polar : Le Violoniste de Mechtild Borrmann
  - Grand Prix du document : L'Amérique des écrivains de Pauline Guéna et Guillaume Binet
- Grand Prix Roman de l'été Femme Actuelle :
  - Roman de l'été :
  - Polar de l'été :
  - Prix du Jury : La mort existe-t-elle ? de Rica Étienne
- Grand prix de l'Imaginaire :
  - Grand prix de l'Imaginaire « Roman francophone » : Aucun homme n'est une île de Christophe Lambert
  - Grand prix de l'Imaginaire « Roman étranger» : La Grande Route du Nord de Peter F. Hamilton
  - Grand prix de l'Imaginaire « Nouvelle francophone » : L'Opéra de Shaya (recueil) de Sylvie Lainé
  - Grand prix de l'Imaginaire « Nouvelle étrangère » : La Fille flûte et autres fragments de futurs brisés (recueil) de Paolo Bacigalupi
  - Grand prix de l'Imaginaire « Roman jeunesse francophone » : Le Clairvoyage et La Brume des jours d'Anne Fakhouri
  - Grand prix de l'Imaginaire « Roman jeunesse étranger » : Miss Peregrine et les Enfants particuliers (tomes 1 et 2) de Ransom Riggs
- Grand Prix de Poésie de la SGDL : L'Entretien devant la nuit – poèmes 1968-2013 de Paul Farellier
- Prix Jean-Carrière : Plus haut que la mer (Più alto del mare) de Francesca Melandri
- Prix Merlin
  - Prix Merlin de la nouvelle :
  - Prix Merlin du roman :
- Prix Rosny aîné « Roman » : Bastards d'Ayerdhal
- Prix Rosny aîné « Nouvelle » : L'Opéra de Shaya de Sylvie Lainé
- Prix Maurice-Genevoix : Le roi disait que j'étais diable de Clara Dupont-Monod
- Prix de l'Académie française Maurice-Genevoix : Dominique Fabre
- Prix Russophonie : Hélène Sinany pour sa traduction de Le Persan d’Alexander Ilichevsky (Gallimard)  (ISBN 978-2-07-013639-1)
- Prix Octave-Mirbeau : Les Anges de la cité de Jean-Paul Halnaut
- Prix René-Fallet : Buvard de Julia Kerninon
- Grand prix de la ville d'Angoulême : Katsuhiro Ōtomo et Charlie hebdo (Grand prix spécial)
- Fauve d'or : prix du meilleur album : L'Arabe du futur de Riad Sattouf
- Prix littéraire des Grandes Écoles : Achille de Marie Richeux
- Prix Sévigné : Alain Pages et Brigitte Émile-Zola pour Émile Zola – Lettres à Alexandrine (1876-1901)
- Prix mondial Cino Del Duca :
- Prix Marguerite-Yourcenar : Pierre Michon pour l'ensemble de son œuvre
- Prix Orange du Livre : Fanny Chiarello pour Dans son propre rôle

## Italie
- Prix Strega : La ferocia de Nicola Lagioia
  - Prix Strega européen : Katja Petrowskaja  Allemagne pour Forse Esther (Adelphi)
- Prix Bagutta : Terre rare de Sandro Veronesi
- Prix Bancarella : Niente è come te de Sara Rattaro
- Prix Campiello : L'ultimo arrivato de Marco Balzano
- Prix Flaiano : 
  - Fiction : Giorgio Patrizi (it) pour Gadda
  - Poésie : ?
- Prix Malaparte : Karl Ove Knausgaard[17].
- Prix Napoli :
- Prix Raymond-Chandler : Joe R. Lansdale
- Prix Scerbanenco : Giampaolo Simi pour Cosa resta di noi (Sellerio Editore Palermo)
- Prix Stresa : La tentazione di essere felici de Lorenzo Marone
- Prix Viareggio :
  - Roman : Il tempo migliore della nostra vita de Antonio Scurati
  - Essai : Campo dei fiori de Massimo Bucciantini
  - Poésie : Jucci de Franco Buffoni
  - Première œuvre :

## Japon
- Prix Akutagawa :
  - janvier - Keisuke Hada, pour Scrap and Build
  - juillet - Yūshō Takiguchi, pour Shinde inai Mono

## Monaco
- Prix Prince-Pierre-de-Monaco : Chantal Thomas

## Royaume-Uni
- Prix Booker : Marlon James pour A Brief History of Seven Killings (Brève histoire de sept meurtres)
- Prix James Tait Black :
  - Fiction : Benjamin Markovits pour You Don't Have To Live Like This
  - Biographie : James Shapiro pour 1606, Shakespeare and the Year of Lear
  - Théâtre : Gary Owen pour Iphigenia in Splott
- Baileys Women's Prize for Fiction : Ali Smith pour How to Be Both (Comment être double)[18]

## Russie
- Prix Bolchaïa Kniga : Gouzel Iakhina[19], pour Zouleikha ouvre les yeux (Зулейха открывает глаза'), traduit en français par Maud Mabillard aux Éditions Noir sur Blanc (ISBN 978-2-88250-470-8)[20]
- Prix Andreï-Biély : Sergueï Zavialov[21]

## Suisse
- Prix Alpha : non décerné
- Prix Jan Michalski de littérature : Mark Thompson (en) (Royaume-Uni) pour Birth Certificate: The Story of Danilo Kiš (Cornell University Press)
- Prix Michel Dentan : Antoinette Rychner[22]
- Prix du roman des Romands : Roland Buti pour Le Milieu de l'horizon[23]
- Grand Prix suisse de littérature : Adolf Muschg[24]
- Prix Ahmadou-Kourouma : Mohamed Mbougar Sarr pour Terre ceinte (Présence africaine)